# Botanophila setisilva
Botanophila setisilva är en tvåvingeart som beskrevs av Jin 1983. Botanophila setisilva ingår i släktet Botanophila och familjen blomsterflugor. Inga underarter finns listade i Catalogue of Life.